# Saetabi Augustanorum
Saetabi Augustanorum (en grec : Σαιταβίς, en ibère :  ) est le nom donné à la ville de Xàtiva en Hispanie tarraconaise, dans l'actuelle province de Valence,.

## Historique
La ville de Saetabi, des Contestani, apparaît mentionnée chez plusieurs géographes du Haut-Empire romain. Strabon (Ier siècle av. J.-C.) l'appelle Σαιτάβιος (Saitábios, au génitif) et le place sur la voie romaine qui allait de l'Italie à la Hispania Baetica, entre Saguntum et Cartago Nova ; Claude Ptolémée (IIe siècle) l'appelle Σαιταβίς , et Pline l'Ancien (Ier siècle) rapporte que ses habitants (Saetabini) sont des Augustani, sûrement en référence au fait que c'est Auguste qui leur a accordé le statut de municipium Il est également mentionné dans plusieurs itinéraires ultérieurs, comme les Gobelets de Vicarello  ou le Cosmographie de Ravenne.
Elle est aussi souvent mentionnée par les poètes en raison du fait que la qualité de ses tissus était proverbiale, comme nous le raconte déjà Pline. Le poète Catulle mentionne les sudaria Saetaba (mouchoirs de Sétabis) dans deux de ses poèmes, ainsi que Sili Italicus dans son poème sur la deuxième guerre punique. Silius Italicus dit :
« hos inter clara thoracis luce nitebat Sedetana cohors, quam Sucro rigentibus undis
atque altrix celsa mittebat Saetabis arce, Saetabis et telas Arabum spreuisse superba et Pelusiaco filum componere lino. »
« Parmi eux, la cohorte sédétaine, envoyée par Xúquer, brillait de la lumière aveuglante de ses cuirasses, d'un brun glacé, et du nourricier Sétabis, d'une haute citadelle ; le Sétabis superbe, qui rejette les étoffes des Arabes
et compare leur fil au lin de Pélusie. »
Enrique Flórez dit à propos du nom de la ville qu'il s'agissait de Saetabi et non d'une autre ; bien qu'il n'y ait pas de consensus et que les textes oscillent entre Saetabis et Saetabi, dans une inscription ( CIL II 3625) trouvée à Xàtiva par Francisco Diago (es) on lit SAETABI AVGVSTANORVM, qui privilégie la version sans -s.

### La cité ibérique
Un oppidum ibérique, nommé Saitabi, fut établi sur la face sud de la montagne de Xàtiva. Cette population émettait de la monnaie dès le IIIe siècle av. J.-C., ce qui place un terminus ante quem pour sa fondation. Malgré la rareté des données, il semble que Saitabi ait dû avoir une certaine importance, compte tenu de la présence importante de céramiques phéniciennes, ce qui témoigne de relations commerciales avec les puissances commerciales. Après la conquête romaine, le village dut être abandonné et déplacé de l'autre côté de la montagne, d'où domine toute la plaine.

### La cité romaine
Malgré l'abondance relative des sources écrites et épigraphiques, les découvertes dans la ville de Xàtiva qui fournissent des informations sur la ville romaine sont remarquablement faibles. Il n’existe donc aucune information sur l’extension de la ville ou son urbanisme ; il ne semble même pas clair le périmètre des murs ou l'emplacement du forum. Une autre question est la raison pour laquelle la ville romaine s'est déplacée de l'autre côté de la montagne, ainsi que les circonstances et l'époque du déplacement. 

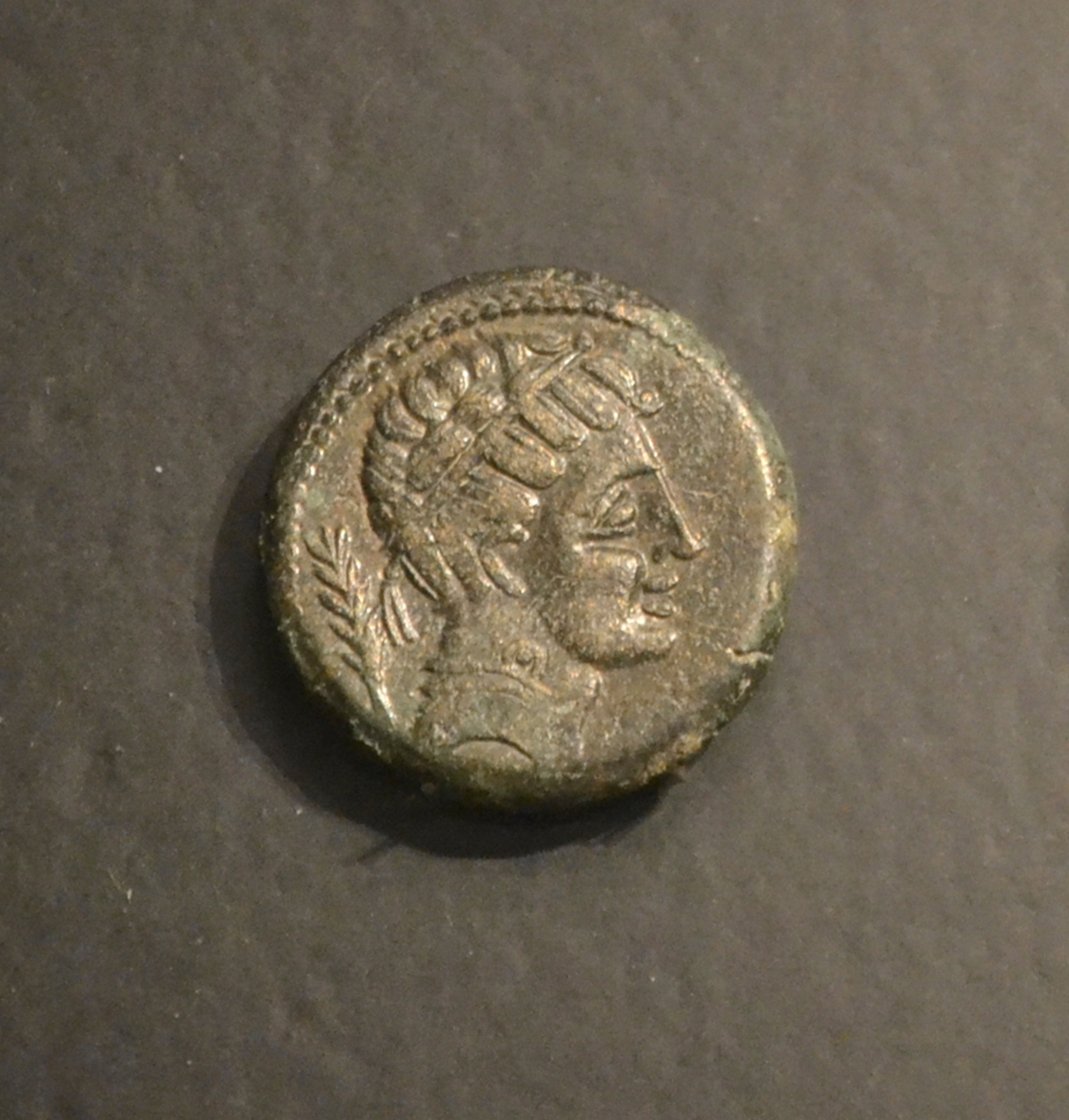
Pièce de bronze de Saitabi. Musée de Préhistoire de Valence.

Il semble que la ville romaine ait été fondée au  IIe siècle av. J.-C., avant l'abandon de la ville ibérique de Saitabi, dont elle tire son nom. À l'époque d'Auguste, elle devint un municipe de droit latin , c'est pourquoi elle apparaît dans les inscriptions sous le nom de Saetabi Augustanorum. C'est alors qu'elle fut affectée à la tribu Galeria. Administrativement, elle faisait d'abord partie de l'Hispanie citérieure, et avec la réforme d'Auguste elle passa à la Tarraconaise, au conventus juridici de Carthage. Plus tard, elle devint une partie de la nouvelle province la Carthaginoise.
Grâce à son importance économique et à sa situation sur la Via Augusta, elle fut probablement l'une des premières cités romaines à s'ouvrir à la religion chrétienne, selon Flórez, et elle devint un siège diocésain (Diócesis de Saetabis (es)). Bien qu'il n'y ait aucune nouvelle de son premier évêque, son histoire remonte au moins au Troisième concile de Tolède(589). La ville a résisté à la crise de l'Antiquité tardive et, après la conquête, a été incorporée au monde islamique.

## Archéologie
En termes d'activités économiques, des vestiges archéologiques ont été trouvés qui confirment l'activité textile de la ville mentionnée par les sources : plus précisément, dans la rue dels Vivers, un ensemble de bassins pour la séparation des fibres de lin, ainsi qu'une piscine sur le Camí de la Bola recouvert d' opus signinum. Une autre exportation sétabienne, absente des sources classiques, était le marbre, probablement expédié à Portus Sucronis et trouvé dans des inscriptions de toute la région. La plupart des découvertes présentant un plus grand intérêt muséal et touristique se trouvent dans le musée .